# Horst Kuttelwascher
Horst Kuttelwascher (6 de octubre de 1937-26 de julio de 2016) fue un deportista austríaco que compitió en remo. Fue hermano del también remero Helmut Kuttelwascher.
Ganó una medalla de bronce en el Campeonato Mundial de Remo de 1962, en la prueba cuatro sin timonel.

## Palmarés internacional
| Campeonato Mundial | Campeonato Mundial | Campeonato Mundial | Campeonato Mundial |
| Año                | Lugar              | Medalla            | Prueba             |
| ------------------ | ------------------ | ------------------ | ------------------ |
| 1962               | Lucerna (Suiza)    | Medalla de bronce  | Cuatro sin timonel |